# Großer Preis der USA 2017
Der Große Preis der USA 2017 (offiziell 2017 Formula 1 United States Grand Prix) fand am 22. Oktober auf dem Circuit of The Americas in Austin statt und war das 17. Rennen der Formel-1-Weltmeisterschaft 2017.

## Bericht

### Hintergründe
Nach dem Großen Preis von Japan führte Lewis Hamilton in der Fahrerwertung mit 59 Punkten vor Sebastian Vettel und mit 72 Punkten vor Valtteri Bottas. Nur noch diese drei Fahrer hatten Chancen auf den Weltmeistertitel. In der Konstrukteurswertung führte Mercedes mit 145 Punkten vor Ferrari und mit 237 Punkten vor Red Bull Racing. Nur noch Mercedes und Ferrari konnten Konstrukteursweltmeister werden.
Beim Großen Preis der USA stellte Pirelli den Fahrern die Reifenmischungen P Zero Soft (gelb), P Zero Supersoft (rot), P Zero Ultrasoft (violett) sowie für Nässe Cinturato Intermediates (grün) und Cinturato Full-Wets (blau) zur Verfügung.
Im Vergleich zum Vorjahr wurden mehrere kleinere Veränderungen an der Strecke vorgenommen. In den Auslaufzonen von Kurve eins, Kurve vier, Kurve sechs, Kurve zwölf und Kurve 19 wurden zusätzliche TecPro-Barrieren installiert. Am Ausgang von Kurve elf und Kurve 20 gab es nun drei zusätzliche Temposchwellen und am Kurvenausgang von Kurve neun wurden die einfachen Curbs durch doppelte ersetzt.
Es gab erneut zwei DRS-Zonen, die im Vergleich zum Vorjahr unverändert blieben. Die erste Zone befand sich auf der Gegengeraden und begann 320 Meter nach Kurve elf, der Messpunkt lag 150 Meter nach Kurve zehn. Die zweite DRS-Zone befand sich auf der Start-Ziel-Geraden und begann 80 Meter nach der letzten Kurve. Der Messpunkt befand sich 65 Meter nach Kurve 18.
Renault stellte beim Großen Preis der USA dem Werksteam und allen Kundenteams erstmals eine weiterentwickelte Version des Renault R.E.17 zur Verfügung, der schon diverse Komponenten des Motors für die Formel-1-Weltmeisterschaft 2018 enthielt. In jedem Team, das mit Renault-Motoren startet, erhielt jeweils ein Fahrer diese neue Ausbaustufe, während der zweite Fahrer den Rest der Saison mit der alten Version bestreiten sollte.
Vor diesem Grand Prix gab es mehrere Fahrerwechsel. Carlos Sainz jr. wechselte von Toro Rosso auf Leihbasis zu Renault und ersetzte dort Jolyon Palmer. Sainz jr. wurde bei Toro Rosso durch Daniil Kwjat ersetzt, der erst zwei Rennen zuvor seinen Platz als Stammpilot an Pierre Gasly verlor. Da Gasly wegen des Saisonfinales der Super Formula nicht am Großen Preis der USA teilnehmen konnte, wurde auch das zweite Toro Rosso-Cockpit neu besetzt. Brendon Hartley gab hier sein Debüt in der Formel-1-Weltmeisterschaft.
Kwjat (zehn), Kevin Magnussen (sieben), Stoffel Vandoorne, Vettel (jeweils fünf), Nico Hülkenberg (vier), Romain Grosjean, Kimi Räikkönen, Sainz jr., Max Verstappen (jeweils drei), Hamilton, Felipe Massa und Pascal Wehrlein (jeweils zwei) gingen mit Strafpunkten ins Rennwochenende.
Mit Hamilton (fünfmal) und Vettel (einmal) traten zwei ehemalige Sieger zu diesem Grand Prix an. Hamilton gewann das Rennen dabei einmal, als es 2007 auf dem Indianapolis Motor Speedway ausgetragen wurde.
Rennkommissare waren Garry Connelly (AUS), Dennis Dean (USA), Radovan Novak (CZE) und Mika Salo (FIN).

### Training
Im ersten freien Training, das bei wechselhaften Wetterbedingungen stattfand, fuhr Hamilton in 1:36,335 Minuten die Bestzeit vor Vettel und Bottas.
Im zweiten freien Training, das auf trockener Strecke stattfand, war Hamilton mit einer Rundenzeit von 1:35,279 Minuten erneut Schnellster vor Verstappen und Vettel.
Auch im dritten freien Training war Hamilton in 1:34,478 Minuten Schnellster vor Vettel und Bottas.

### Qualifying
Das Qualifying bestand aus drei Teilen mit einer Nettolaufzeit von 45 Minuten. Im ersten Qualifying-Segment (Q1) hatten die Fahrer 18 Minuten Zeit, um sich für das Rennen zu qualifizieren. Alle Fahrer, die im ersten Abschnitt eine Zeit erzielten, die maximal 107 Prozent der schnellsten Rundenzeit betrug, qualifizierten sich für den Grand Prix. Die besten 15 Fahrer erreichten den nächsten Teil. Hamilton war Schnellster, benutzte dabei aber, genau wie Bottas, Räikkönen und Vettel, die Supersoft-Mischung. Alle übrigen Fahrer fuhren Ultrasoft. Magnussen behinderte Pérez, als dieser auf einer schnellen Runde war. Die Rennkommissare sprachen eine Rückversetzung von Magnussen um drei Startplätze aus, zusätzlich erhielt er einen Strafpunkt. Die gleiche Strafe wurde gegen Lance Stroll ausgesprochen, der Grosjean in einer schnellen Runde ebenfalls behindert hatte und so dafür sorgte, dass dieser die Strecke verlassen und über das Gras fahren musste, um einen Unfall zu verhindern. Magnussen, die Sauber-Fahrer, Hartley und Stroll schieden aus.
Der zweite Abschnitt (Q2) dauerte 15 Minuten. Die schnellsten zehn Piloten qualifizierten sich für den dritten Teil des Qualifyings. Hamilton war erneut Schnellster. Verstappen fuhr im Gegensatz zu den anderen Piloten seine Zeit auf der Supersoft-Mischung. Hülkenberg fuhr wegen der gegen ihn ausgesprochenen Rückversetzung nicht in diesem Segment. Neben ihm schieden Grosjean, Vandoorne, Kwjat und Massa aus.
Der letzte Abschnitt (Q3) ging über eine Zeit von zwölf Minuten, in denen die ersten zehn Startpositionen vergeben wurden. Hamilton fuhr mit einer Rundenzeit von 1:33,108 Minuten die Bestzeit vor Vettel und Bottas. Es war die 72. Pole-Position für Hamilton in der Formel-1-Weltmeisterschaft. Es war zudem sein 117. Start aus der ersten Startreihe, womit er den bisher von Michael Schumacher gehaltenen Rekord überbot.
Hülkenberg wurde wegen der Verwendung des sechsten Exemplars von MGU-H sowie des jeweils fünften Exemplars von Turbolader und Verbrennungsmotor in dieser Saison um 20 Startplätze nach hinten versetzt. Hartley, der die in dieser Saison von Kwjat und Gasly verwendeten Motorenteile übernahm, wurde wegen der Verwendung des sechsten Exemplars von MGU-H und Verbrennungsmotor sowie des fünften Exemplars des Energiespeichers und der Kontrollelektronik in dieser Saison um 25 Startplätze nach hinten versetzt. Vandoorne wurde wegen der Verwendung des achten Verbrennungsmotors in dieser Saison um fünf Startplätze nach hinten versetzt. Auch Verstappen wurde nach einem Motorwechsel vor dem dritten freien Training für die Verwendung des jeweils sechsten Exemplars von MGU-H und Verbrennungsmotor in dieser Saison um 15 Startplätze nach hinten versetzt. Magnussen und Stroll wurden wegen der Behinderungen von anderen Piloten in Q1 um drei Startplätze nach hinten versetzt. Da bei Vandoorne nach dem Qualifying erneut der Motor getauscht wurden, erhöhte sich die Rückversetzung wegen der Verwendung des jeweils elften Exemplars von MGU-H und Turbolader, des neunten Exemplars des Verbrennungsmotors sowie des achten Exemplars der MGU-K in dieser Saison von fünf auf 30 Startplätze.

### Rennen
Beim Start überholte Vettel Hamilton, der den Deutschen in der ersten Kurve nicht überholen konnte. Dahinter behauptete Bottas den dritten Platz vor Ricciardo und Ocon, der Räikkönen überholte. Der Finne schaffte es im Anschluss dann, die Position des französischen Fahrers zurückzuerobern.
Die ersten Runden drehten sich um das Duell zwischen Bottas und Ricciardo um den dritten Platz, wobei der Australier mehrmals versuchte, am Mercedes-Piloten vorbeizukommen. Verstappen lag in der dritten Runde von Platz 17 startend aus bereits in der Punktezone.
In der sechsten Runde überholte Hamilton dank des Einsatzes von DRS Vettel und übernahm am Ende der langen Geraden den ersten Platz. Der Deutsche versuchte zu antworten, aber ohne Erfolg. In der zehnten Runde überholte Verstappen auch Ocon und rückte auf den sechsten Platz vor.
Der andere Red Bull Racing-Fahrer, Ricciardo, entfernte sich von Bottas und musste nun die Annäherung von Räikkönen ertragen. Er wehrte sich gegen den Angriff des Finnen, hielt aber in Runde 13 an, um die Reifen zu wechseln. Er kehrte als Neunter auf die Strecke zurück, überholte aber sofort Sainz jr. In Runde 15 legte auch Ocon einen Stopp ein. Nach einer weiteren Runde musste Ricciardo aufgrund eines Motorleistungsverlusts aufgeben.
In Runde 17 stoppte Vettel, um den weichen Reifen aufzuziehen. Mercedes beschloss stattdessen, weiterzufahren, auch wenn das Auto des Deutschen sofort schnell erschien. Bottas stoppte in Runde 19, eine Runde später war Hamilton an der Reihe. Der Brite fuhr ebenfalls mit weichen Reifen und kam mit nur wenigen Zehnteln Vorsprung vor Vettel auf die Strecke zurück. Der andere Ferrari-Fahrer, Räikkönen, stoppte in Runde 20.
Damit lag Verstappen kurzzeitig an der Spitze, überließ den ersten Platz jedoch in Runde 23 Hamilton. Der Niederländer wartete mit seinem Stopp bis zur 25. Runde. Nun lag in der Rangliste Hamilton an der Spitze, gefolgt von Vettel, Bottas und Räikkönen. In der 30. Runde kam auch Massa zu seinem Stopp, der sich auf den sechsten Platz vorgeschoben hatte und die Angriffe der beiden Force India abwehren konnte. In Runde 34 überholte Pérez Sainz jr. und rückte auf den siebten Platz vor.
In der Mitte des Rennens näherte sich Räikkönen seinem Landsmann Bottas, konnte aber keinen Raum für ein Überholmanöver finden. In Runde 38 machte Verstappen seinen zweiten Stopp. Eine Runde später verfolgte auch Vettel die gleiche Strategie: Der Deutsche gab zwei Positionen ab, kam aber vor dem Niederländer wieder auf die Strecke.
In der 42. Runde setzte sich Räikkönen gegen Bottas durch und belegte den zweiten Platz. Zu Beginn der 51. Runde überholte dann auch Vettel Bottas in der ersten Kurve. Eine Runde fuhr Vettel dann an Räikkönen vorbei. Bottas, der mit seinen Reifen nicht zurechtkam, gab eine weitere Position an Verstappen ab und beschloss den zweiten Stopp einzulegen. Der große Vorsprung gegenüber dem Rest der Gruppe ermöglichte es ihm, den fünften Platz zu behaupten. In der letzten Runde überholte Verstappen auch Räikkönen und war Dritter. Dann verlor er das Podium aufgrund der Entscheidung der Rennkommissare, die ihn mit einer Strafe von fünf Sekunden bestrafen, weil er die Strecke abgekürzt hatte.
Hamilton gewann schlussendlich das Rennen vor Vettel und Räikkönen. Es war der 62. Sieg für Hamilton in der Formel-1-Weltmeisterschaft, davon der neunte in dieser Saison. Vettel erzielte die elfte und Räikkönen die fünfte Podestplatzierung in dieser Saison. Zum ersten Mal seit dem Großen Preis von Ungarn standen somit beide Ferrari-Piloten auf dem Siegerpodest. Die restlichen Punkteplatzierungen belegten Verstappen, Bottas, Ocon, Sainz jr., Pérez, Massa und Kwjat.
Hamilton vergrößerte somit seinen Vorsprung auf Vettel in der Gesamtwertung auf 66 Punkte, Bottas blieb Dritter. Bei nur noch 75 maximal zu erzielenden Punkten hatte er somit aber keine Chance mehr auf den Titelgewinn. Mercedes gewann vorzeitig die Konstrukteurswertung, es war der vierte Titelgewinn in Folge. Ferrari vergrößerte den Vorsprung auf Red Bull auf 113 Punkte, so dass bei 129 maximal noch in der Konstrukteurswertung zu erzielenden Punkten nur noch theoretische Chancen bestanden, eingeholt zu werden.

## Meldeliste
| Team                          | Nr. | Fahrer            | Chassis                   | Motor                         | Reifen |
| ----------------------------- | --- | ----------------- | ------------------------- | ----------------------------- | ------ |
| Mercedes AMG Petronas F1 Team | 44  | Lewis Hamilton    | Mercedes F1 W08 EQ Power+ | Mercedes-AMG F1 M08 EQ Power+ | P      |
| Mercedes AMG Petronas F1 Team | 77  | Valtteri Bottas   | Mercedes F1 W08 EQ Power+ | Mercedes-AMG F1 M08 EQ Power+ | P      |
| Red Bull Racing               | 03  | Daniel Ricciardo  | Red Bull RB13             | TAG Heuer                     | P      |
| Red Bull Racing               | 33  | Max Verstappen    | Red Bull RB13             | TAG Heuer                     | P      |
| Scuderia Ferrari              | 05  | Sebastian Vettel  | Ferrari SF70H             | Ferrari 062                   | P      |
| Scuderia Ferrari              | 07  | Kimi Räikkönen    | Ferrari SF70H             | Ferrari 062                   | P      |
| Sahara Force India F1 Team    | 11  | Sergio Pérez      | Force India VJM10         | Mercedes-AMG F1 M08 EQ Power+ | P      |
| Sahara Force India F1 Team    | 31  | Esteban Ocon      | Force India VJM10         | Mercedes-AMG F1 M08 EQ Power+ | P      |
| Williams Martini Racing       | 19  | Felipe Massa      | Williams FW40             | Mercedes-AMG F1 M08 EQ Power+ | P      |
| Williams Martini Racing       | 18  | Lance Stroll      | Williams FW40             | Mercedes-AMG F1 M08 EQ Power+ | P      |
| McLaren Honda                 | 14  | Fernando Alonso   | McLaren MCL32             | Honda RA617H                  | P      |
| McLaren Honda                 | 02  | Stoffel Vandoorne | McLaren MCL32             | Honda RA617H                  | P      |
| Scuderia Toro Rosso           | 26  | Daniil Kwjat      | Toro Rosso STR12          | Renault R.E.17                | P      |
| Scuderia Toro Rosso           | 39  | Brendon Hartley   | Toro Rosso STR12          | Renault R.E.17                | P      |
| Scuderia Toro Rosso           | 38  | Sean Gelael       | Toro Rosso STR12          | Renault R.E.17                | P      |
| Haas F1 Team                  | 08  | Romain Grosjean   | Haas VF-17                | Ferrari 062                   | P      |
| Haas F1 Team                  | 20  | Kevin Magnussen   | Haas VF-17                | Ferrari 062                   | P      |
| Renault Sport F1 Team         | 27  | Nico Hülkenberg   | Renault R.S.17            | Renault R.E.17                | P      |
| Renault Sport F1 Team         | 55  | Carlos Sainz jr.  | Renault R.S.17            | Renault R.E.17                | P      |
| Sauber F1 Team                | 09  | Marcus Ericsson   | Sauber C36                | Ferrari 061                   | P      |
| Sauber F1 Team                | 94  | Pascal Wehrlein   | Sauber C36                | Ferrari 061                   | P      |
| Sauber F1 Team                | 37  | Charles Leclerc   | Sauber C36                | Ferrari 061                   | P      |

Anmerkungen
1. 1 2  Der Toro Rosso mit der Startnummer 38 wurde im ersten freien Training für Gelael eingesetzt. Kwjat übernahm das Fahrzeug für das restliche Rennwochenende mit seiner Startnummer 26.
2. 1 2  Der Sauber mit der Startnummer 37 wurde im ersten freien Training für Leclerc eingesetzt. Wehrlein übernahm das Fahrzeug für das restliche Rennwochenende mit seiner Startnummer 94.

## Klassifikationen

### Qualifying
| Pos.                                                                      | Fahrer            | Konstrukteur         | Q1       | Q2         | Q3       | Start |
| ------------------------------------------------------------------------- | ----------------- | -------------------- | -------- | ---------- | -------- | ----- |
| 01                                                                        | Lewis Hamilton    | Mercedes             | 1:34,822 | 1:33,437   | 1:33,108 | 01    |
| 02                                                                        | Sebastian Vettel  | Ferrari              | 1:35,420 | 1:34,103   | 1:33,347 | 02    |
| 03                                                                        | Valtteri Bottas   | Mercedes             | 1:35,309 | 1:33,769   | 1:33,568 | 03    |
| 04                                                                        | Daniel Ricciardo  | Red Bull-TAG Heuer   | 1:35,991 | 1:34,495   | 1:33,577 | 04    |
| 05                                                                        | Kimi Räikkönen    | Ferrari              | 1:35,649 | 1:33,840   | 1:33,577 | 05    |
| 06                                                                        | Max Verstappen    | Red Bull-TAG Heuer   | 1:34,899 | 1:34,716   | 1:33,658 | 17    |
| 07                                                                        | Esteban Ocon      | Force India-Mercedes | 1:35,849 | 1:35,113   | 1:34,647 | 06    |
| 08                                                                        | Carlos Sainz jr.  | Renault              | 1:35,517 | 1:34,899   | 1:34,852 | 07    |
| 09                                                                        | Fernando Alonso   | McLaren-Honda        | 1:35,712 | 1:35,046   | 1:35,007 | 08    |
| 10                                                                        | Sergio Pérez      | Force India-Mercedes | 1:36,358 | 1:34,789   | 1:35,148 | 09    |
| 11                                                                        | Felipe Massa      | Williams-Mercedes    | 1:35,603 | 1:35,155   | –        | 10    |
| 12                                                                        | Daniil Kwjat      | Toro Rosso-Renault   | 1:36,073 | 1:35,529   | –        | 11    |
| 13                                                                        | Stoffel Vandoorne | McLaren-Honda        | 1:36,286 | 1:35,641   | –        | 20    |
| 14                                                                        | Romain Grosjean   | Haas-Ferrari         | 1:36,835 | 1:35,870   | –        | 12    |
| 15                                                                        | Nico Hülkenberg   | Renault              | 1:35,740 | keine Zeit | –        | 18    |
| 16                                                                        | Marcus Ericsson   | Sauber-Ferrari       | 1:36,842 | –          | –        | 13    |
| 17                                                                        | Lance Stroll      | Williams-Mercedes    | 1:36,868 | –          | –        | 15    |
| 18                                                                        | Brendon Hartley   | Toro Rosso-Renault   | 1:36,889 | –          | –        | 19    |
| 19                                                                        | Pascal Wehrlein   | Sauber-Ferrari       | 1:37,179 | –          | –        | 14    |
| 20                                                                        | Kevin Magnussen   | Haas-Ferrari         | 1:37,394 | –          | –        | 16    |
| 107-Prozent-Zeit: 1:41,460 min (bezogen auf Q1-Bestzeit von 1:34,822 min) |                   |                      |          |            |          |       |

Anmerkungen
1. ↑  Verstappen wurde wegen der Verwendung der sechsten MGU-H und des sechsten Verbrennungsmotors in dieser Saison um 15 Startplätze nach hinten versetzt.
2. ↑  Vandoorne wurde wegen der Verwendung der elften MGU-H, des elften Turboladers, des achten und neunten Verbrennungsmotors sowie der achten MGU-K in dieser Saison um 30 Startplätze nach hinten versetzt.
3. ↑  Hülkenberg wurde wegen der Verwendung der sechsten MGU-H sowie des fünften Verbrennungsmotors und des fünften Turboladers in dieser Saison um 20 Startplätze nach hinten versetzt.
4. ↑  Stroll wurde um drei Startplätze nach hinten versetzt, weil er im Qualifying Grosjean behindert hatte.
5. ↑  Hartley wurde wegen der Verwendung der sechsten MGU-H, des sechsten Verbrennungsmotors sowie des fünften Energiespeichers und der fünften Kontrollelektronik in dieser Saison um 25 Startplätze nach hinten versetzt.
6. ↑  Magnussen wurde um drei Startplätze nach hinten versetzt, weil er im Qualifying Pérez behindert hatte.

### Rennen
| Pos. | Fahrer            | Konstrukteur         | Runden | Stopps | Zeit        | Start | Schnellste Runde |
| ---- | ----------------- | -------------------- | ------ | ------ | ----------- | ----- | ---------------- |
| 01   | Lewis Hamilton    | Mercedes             | 56     | 1      | 1:33:50,991 | 01    | 1:38,776 (48.)   |
| 02   | Sebastian Vettel  | Ferrari              | 56     | 2      | + 10,143    | 02    | 1:37,766 (51.)   |
| 03   | Kimi Räikkönen    | Ferrari              | 56     | 1      | + 15,779    | 05    | 1:38,809 (42.)   |
| 04   | Max Verstappen    | Red Bull-TAG Heuer   | 56     | 2      | + 16,768    | 17    | 1:38,060 (39.)   |
| 05   | Valtteri Bottas   | Mercedes             | 56     | 2      | + 34,967    | 03    | 1:37,767 (54.)   |
| 06   | Esteban Ocon      | Force India-Mercedes | 56     | 1      | + 1:30,980  | 06    | 1:40,499 (53.)   |
| 07   | Carlos Sainz jr.  | Renault              | 56     | 1      | + 1:32,944  | 07    | 1:40,462 (43.)   |
| 08   | Sergio Pérez      | Force India-Mercedes | 55     | 1      | + 1 Runde   | 09    | 1:40,851 (14.)   |
| 09   | Felipe Massa      | Williams-Mercedes    | 55     | 1      | + 1 Runde   | 10    | 1:40,131 (36.)   |
| 10   | Daniil Kwjat      | Toro Rosso-Renault   | 55     | 1      | + 1 Runde   | 11    | 1:40,971 (19.)   |
| 11   | Lance Stroll      | Williams-Mercedes    | 55     | 2      | + 1 Runde   | 15    | 1:39,666 (38.)   |
| 12   | Stoffel Vandoorne | McLaren-Honda        | 55     | 1      | + 1 Runde   | 20    | 1:40,349 (27.)   |
| 13   | Brendon Hartley   | Toro Rosso-Renault   | 55     | 2      | + 1 Runde   | 19    | 1:39,979 (47.)   |
| 14   | Romain Grosjean   | Haas-Ferrari         | 55     | 1      | + 1 Runde   | 12    | 1:41,259 (36.)   |
| 15   | Marcus Ericsson   | Sauber-Ferrari       | 55     | 1      | + 1 Runde   | 13    | 1:41,041 (42.)   |
| 16   | Kevin Magnussen   | Haas-Ferrari         | 55     | 2      | + 1 Runde   | 16    | 1:37,893 (51.)   |
| –    | Fernando Alonso   | McLaren-Honda        | 24     | 1      | DNF         | 08    | 1:41,537 (21.)   |
| –    | Daniel Ricciardo  | Red Bull-TAG Heuer   | 14     | 1      | DNF         | 04    | 1:40,102 (14.)   |
| –    | Pascal Wehrlein   | Sauber-Ferrari       | 5      | 1      | DNF         | 14    | 1:47,073 (02.)   |
| –    | Nico Hülkenberg   | Renault              | 3      | 0      | DNF         | 18    | 1:44,270 (02.)   |

Anmerkungen
1. ↑  Verstappen erhielt nachträglich eine Fünf-Sekunden-Zeitstrafe, da er beim Überholen von Räikkönen die Strecke verlassen und sich somit einen Vorteil verschafft hatte.
2. ↑  Ericsson erhielt eine Fünf-Sekunden-Zeitstrafe für das Verursachen einer Kollision mit Magnussen.

## WM-Stände nach dem Rennen
Die ersten zehn des Rennens bekamen 25, 18, 15, 12, 10, 8, 6, 4, 2 bzw. 1 Punkt(e).

### Fahrerwertung
| Pos. | Fahrer           | Konstrukteur                 | Punkte |
| ---- | ---------------- | ---------------------------- | ------ |
| 01   | Lewis Hamilton   | Mercedes                     | 331    |
| 02   | Sebastian Vettel | Ferrari                      | 265    |
| 03   | Valtteri Bottas  | Mercedes                     | 244    |
| 04   | Daniel Ricciardo | Red Bull-TAG Heuer           | 192    |
| 05   | Kimi Räikkönen   | Ferrari                      | 163    |
| 06   | Max Verstappen   | Red Bull-TAG Heuer           | 123    |
| 07   | Sergio Pérez     | Force India-Mercedes         | 86     |
| 08   | Esteban Ocon     | Force India-Mercedes         | 73     |
| 09   | Carlos Sainz jr. | Toro Rosso-Renault / Renault | 54     |
| 10   | Felipe Massa     | Williams-Mercedes            | 36     |
| 11   | Nico Hülkenberg  | Renault                      | 34     |
| 12   | Lance Stroll     | Williams-Mercedes            | 32     |
| 13   | Romain Grosjean  | Haas-Ferrari                 | 28     |

| Pos. | Fahrer             | Konstrukteur       | Punkte |
| ---- | ------------------ | ------------------ | ------ |
| 14   | Kevin Magnussen    | Haas-Ferrari       | 15     |
| 15   | Stoffel Vandoorne  | McLaren-Honda      | 13     |
| 16   | Fernando Alonso    | McLaren-Honda      | 10     |
| 17   | Jolyon Palmer      | Renault            | 8      |
| 18   | Pascal Wehrlein    | Sauber-Ferrari     | 5      |
| 19   | Daniil Kwjat       | Toro Rosso-Renault | 5      |
| 20   | Marcus Ericsson    | Sauber-Ferrari     | 0      |
| 21   | Antonio Giovinazzi | Sauber-Ferrari     | 0      |
| 22   | Pierre Gasly       | Toro Rosso-Renault | 0      |
| 23   | Brendon Hartley    | Toro Rosso-Renault | 0      |
| –    | Jenson Button      | McLaren-Honda      | 0      |
| –    | Paul di Resta      | Williams-Mercedes  | 0      |

### Konstrukteurswertung
| Pos. | Konstrukteur         | Punkte |
| ---- | -------------------- | ------ |
| 1    | Mercedes             | 575    |
| 2    | Ferrari              | 428    |
| 3    | Red Bull-TAG Heuer   | 315    |
| 4    | Force India-Mercedes | 159    |
| 5    | Williams-Mercedes    | 68     |

| Pos. | Konstrukteur       | Punkte |
| ---- | ------------------ | ------ |
| 06   | Toro Rosso-Renault | 53     |
| 07   | Renault            | 48     |
| 08   | Haas-Ferrari       | 43     |
| 09   | McLaren-Honda      | 23     |
| 10   | Sauber-Ferrari     | 5      |